# Asociación Helmholtz
La Asociación Helmholtz de Centros de Investigación de Alemania (en alemán: Helmholtz-Gemeinschaft Deutscher Forschungszentren) es la organización científica más grande en Alemania. Es una unión de 18 centros de investigación científico-técnicos y biológico-médico. La misión oficial de la Asociación es "la solución de los grandes retos de la ciencia, la sociedad y la industria".
El nombre de la asociación viene del fisiólogo y físico alemán Hermann von Helmholtz. El presupuesto anual de la Asociación Helmholtz es de más de 3.400 millones de euros, de los cuales aproximadamente el 70% viene de los fondos públicos. El 30% restante del presupuesto se adquiere por los 18 Centros de Helmholtz individuales. Los fondos públicos son adquiridos por el gobierno federal (90%) y el resto de los Estados de Alemania (10%).

## Miembros
Miembros de la Asociación Helmholtz:
- Instituto Alfred Wegener de Investigación Polar y Marina (Alfred-Wegener-Institut für Polar- und Meeresforschung, AWI), Bremerhaven
- DESY (Deutsches Elektronen-Synchrotron, DESY), Hamburg
- Centro Alemán de Investigación Oncológica (Deutsches Krebsforschungszentrum, DKFZ), Heidelberg
- Centro Aeroespacial Alemán (Deutsches Zentrum für Luft- und Raumfahrt, DLR), Cologne
- Centro Alemán de Enfermedades Neurodegenerativas (Deutsches Zentrum für Neurodegenerative Erkrankungen; DZNE), Bonn
- Centro de Investigación de Jülich (FZJ) Jülich Research Centre, Jülich
- Instituto Tecnológico de Karlsruhe (Karlsruher Institut für Technologie, KIT), (antes Forschungszentrum Karlsruhe), Karlsruhe
- Centro Helmholtz de Investigación de Infecciones, (Helmholtz-Zentrum für Infektionsforschung, HZI), Braunschweig
- Centro Centro Helmholtz de Potsdam GFZ alemán de investigación de Ciencias de la Tierra (Helmholtz-Zentrum Potsdam – Deutsches GeoForschungsZentrum GFZ, Potsdam
- Centro Helmholtz-Zentrum Geesthacht de Materiales e Investigación Costera (HZG), Geesthacht, antes Gesellschaft für Kernenergieverwertung in Schiffbau und Schiffahrt mbH (GKSS)
- Centro Helmholtz de Múnich Alemana de Investigación para la Salud Ambiental (HMGU), Neuherberg
- Centro GSI Helmholtz de Investigación de Iones Pesados (GSI Helmholtzzentrum für Schwerionenforschung), Darmstadt
- Centro Helmholtz de Berlín de Materiales y Energía  (Helmholtz-Zentrum Berlin für Materialien und Energie, HZB), Berlin
- Centro Helmholtz de Investigación del Medio Ambiente (Helmholtz-Zentrum für Umweltforschung, UFZ), Leipzig
- Instituto Max Planck de Física del Plasma (Max-Planck-Institut für Plasmaphysik, IPP), Garching
- Centro Max Delbrück de Medicina Molecular de la Asociación Helmholtz (Max-Delbrück-Centrum für Molekulare Medizin in der Helmholtz-Gemeinschaft, MDC), Berlin-Buch
- Helmholtz-Zentrum Dresden-Rossendorf (HZDR) (HZDR) antes conocido como el  Forschungszentrum Dresden-Rossendorf (FZD) cambiado en 2011 de Leibniz Association a Helmholtz Association of German Research Centres,[2] Dresde
- Centro Helmholtz de Investigación del Océano Kiel (GEOMAR) anteriormente conocida como Instituto Leibniz de Ciencias del Mar (IFM-GEOMAR)